# Harper’s Bazaar
Harper’s Bazaar – amerykański miesięcznik o tematyce modowej ukazujący się od 1867 roku. Jego wydawcą jest Hearst Corporation.

## Historia
„Harper’s Bazaar” w chwili ukazania się był pierwszym magazynem modowym w Stanach Zjednoczonych. Jego pierwszą redaktorką naczelną była Mary Louise Booth. Początkowo ukazywał się co tydzień (aż do 1901 roku). Był kierowany do amerykańskich kobiet z klasy średniej i wyższej. Na jego łamach prezentowano głównie najnowsze wieści modowe z Paryża czy Berlina. Aż do przełomu wieków pismo było ilustrowane rysunkami, dopiero wraz z upowszechnieniem się fotografii zdjęcia zaczęły dominować.
W 1912 roku magazyn przejął William Randolph Hearst. Jego konsorcjum do dziś jest wydawcą miesięcznika.
W latach trzydziestych na łamach „Harper’s Bazaar” dokonała się rewolucja w fotografii modowej. Ówczesna redaktor naczelna Carmel Snow oraz fotograf Martin Munkácsi postanowili realizować sesje zdjęciowe poza studiem fotograficznym. Munkácsi jako pierwszy fotografował modelki na ulicach czy plażach. W tym samym czasie Snow zatrudniła kolejnego słynnego fotografa i grafika, Aleksieja Brodowicza, który został dyrektorem artystycznym pisma. Jego praca zmieniła styl graficzny pisma i uczyniła go bardzo rozpoznawalnym.
Po wojnie z redakcją współpracowali m.in. Diane Arbus, Robert Frank, Man Ray czy Andy Warhol.

## Obecnie
Od 2001 roku redaktorem naczelnym Harper’s Bazaar jest Glenda Bailey. Ukazuje się co miesiąc w kilkudziesięciu krajach świata. Sesje zdjęciowe dla magazynu są bardzo prestiżowe, brały w nich udział m.in. Linda Evangelista, Naomi Campbell czy Anja Rubik.
W 2019 r. wydawca polskiej edycji magazynu Marquard Media Polska zapowiedział zakończenie wydawania magazynu z końcem 2019 r. w związku z wycofaniem się z rynku prasy.

## Zagraniczne edycje
- Ameryka Łacińska
- Australia
- Bułgaria
- Chiny
- Czechy
- Grecja
- Hiszpania
- Hongkong
- Indie
- Indonezja
- Japonia
- Kazachstan
- Korea Południowa
- Malezja
- Rosja
- Rumunia
- Singapur
- Tajlandia
- Tajwan
- Turcja
- Ukraina
- Wielka Brytania
- Zjednoczone Emiraty Arabskie